# Gnistan (biograf, Stockholm)

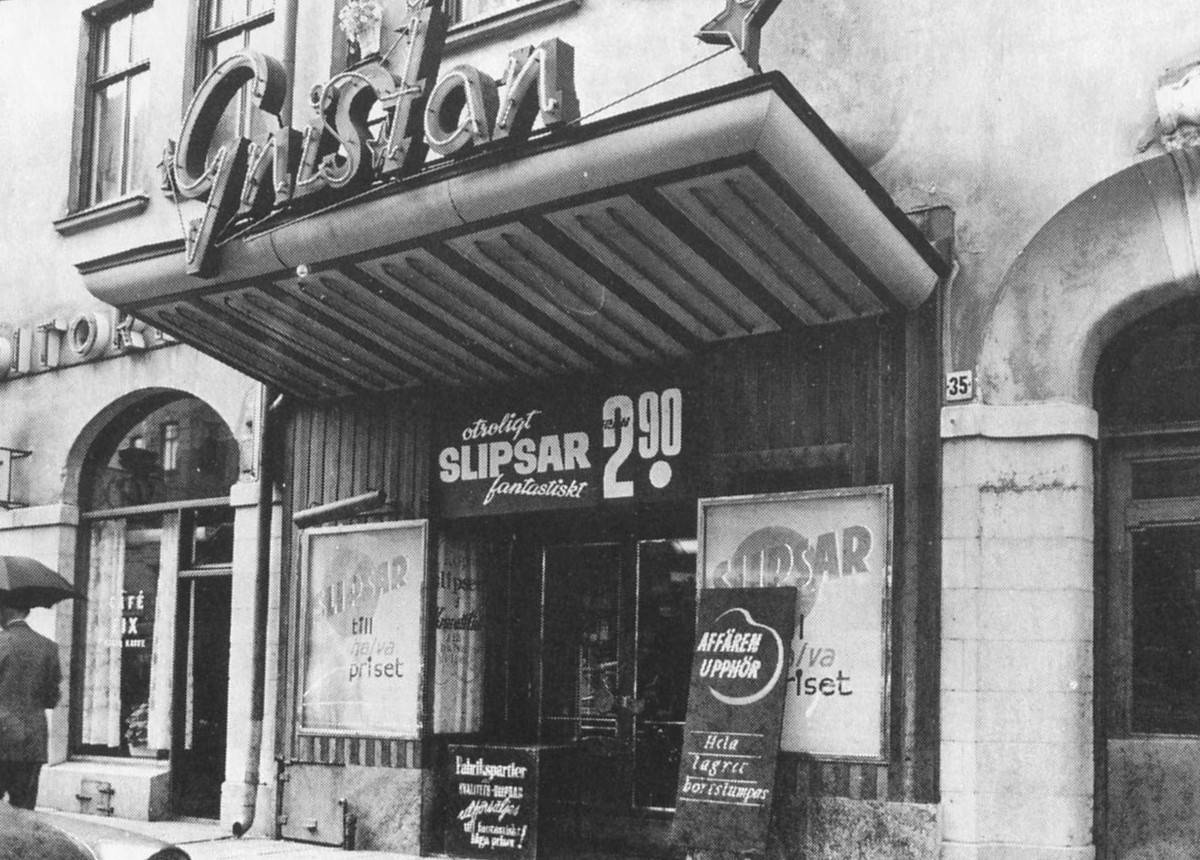
"Gnistan" efter stängningen 1960.

Gnistan var en biograf på Kungsholmen i Stockholm, som låg vid Sankt Eriksgatan 11 (nuvarande 35), hörnet Sankt Göransgatan (dåvarande Kungsholmsgatan). Biografen öppnade 1910 under namnet "S:t Erik" och stängde som "Gnistan" 1960. Under en tid hette den även "Vargen".

## Historik

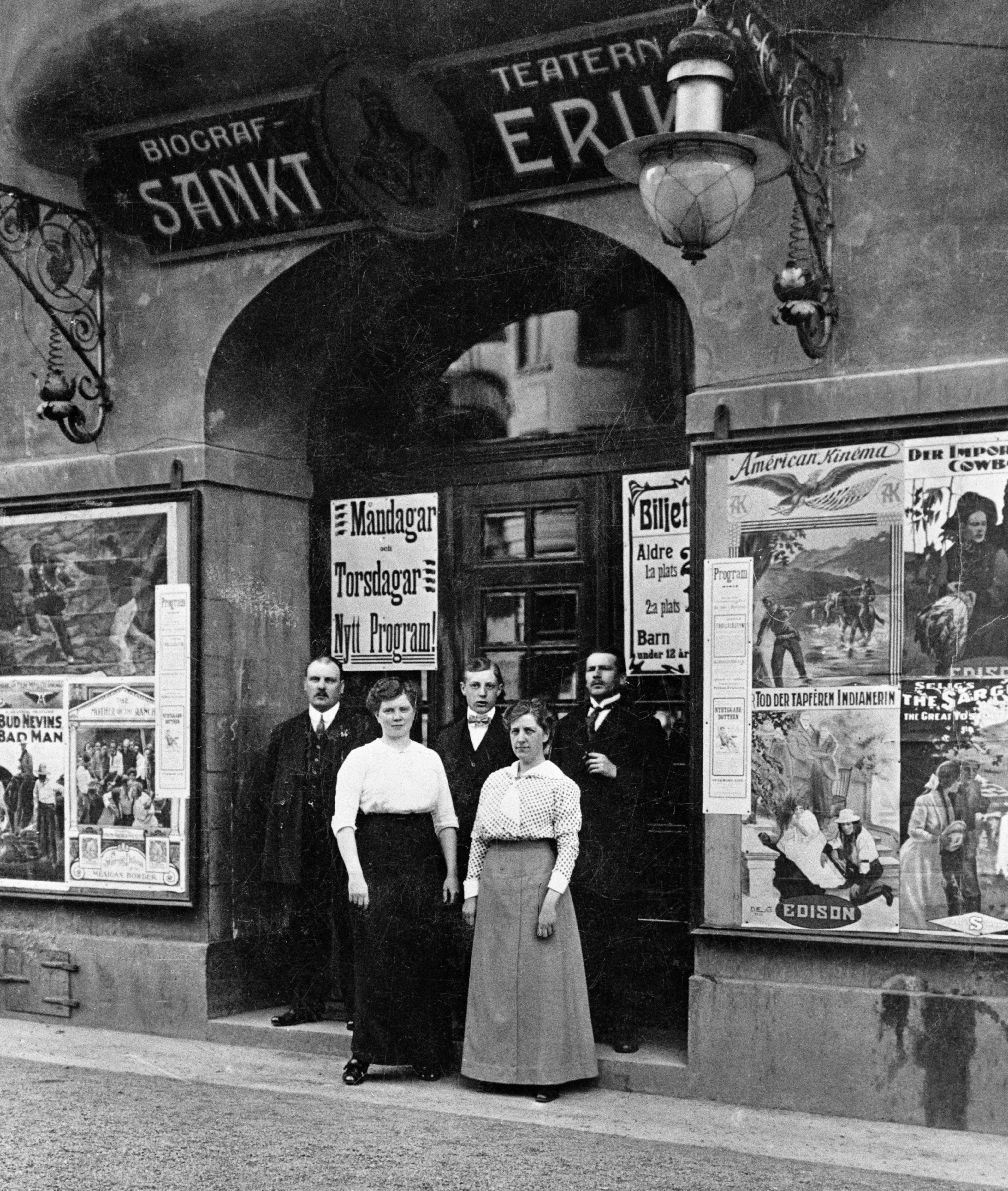
Sankt Erik Biograf 1911.

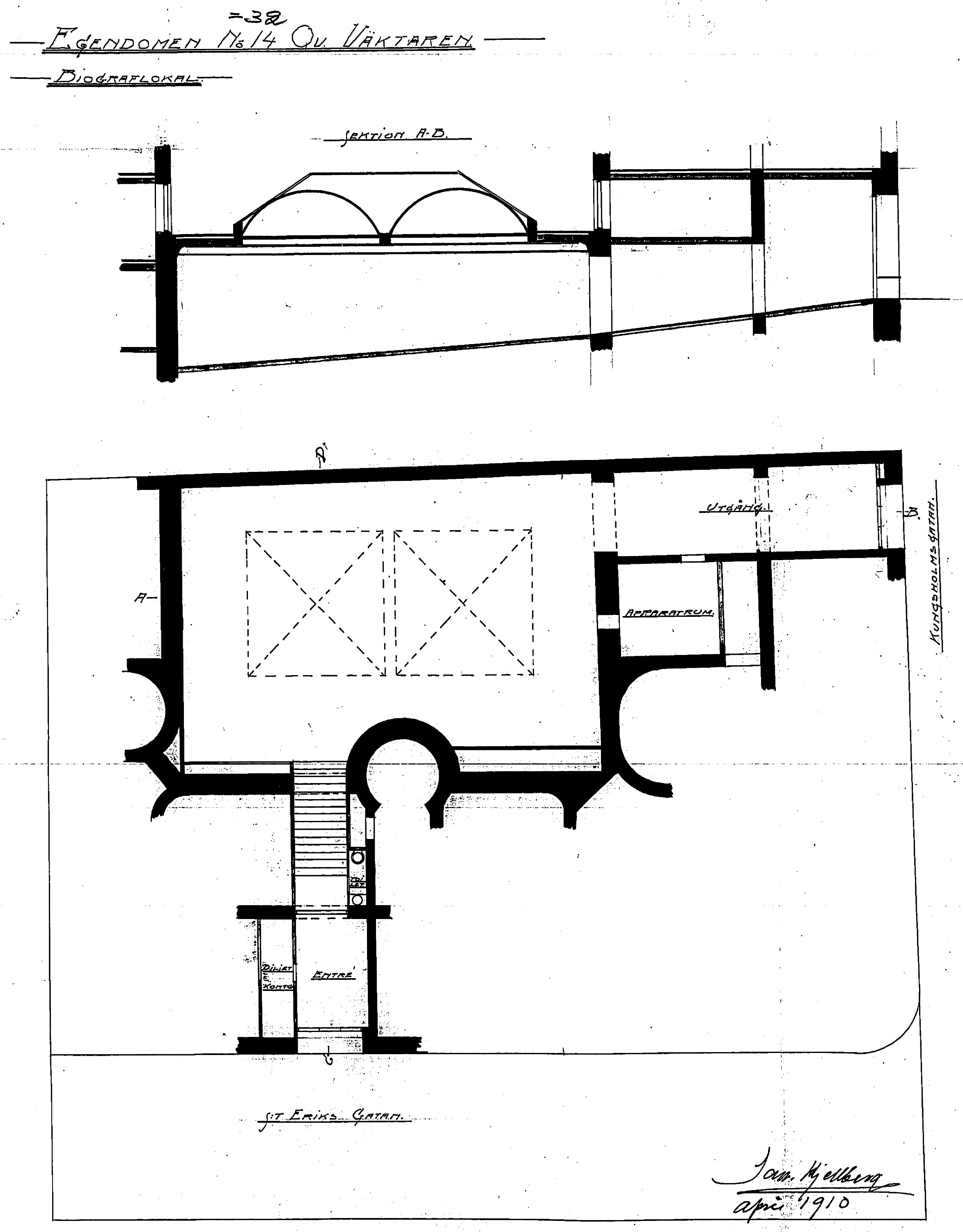
Ritning från 1910.

Biografen inrymdes i en nybyggd fastighet i kvarteret Väktaren uppförd 1910 efter ritningar av arkitekt Sam Kjellberg och tillhörde biografkungen Nils Petter Nilssons biografkedja. Salongen låg under en överbyggd innergård och nåddes dels från Sankt Eriksgatan (huvudingång) dels från Sank Göransgatan (reserutgång).
Biografen invigdes den 13 augusti 1910 och hade som mest 270 sittplatser. Filmduken satt på västra kortväggen. 1931 fick biografen en anläggning för ljudfilm. Sedan en ny ägare tillträdde 1934 bytte biografen namn till "Vargen" och blev en av "Stockholms lustspelsbiografer" med kortfilmer på repertoaren.
Nästa ägare blev skivbolaget Sonora, som visade film på kvällarna och hade inspelningsstudio på dagarna. Bland kända låtar som spelades in här fanns Alice Babs’ Swing it, magistern!, Ulla Billquists Min soldat och Sven-Olof Sandbergs Två solröda segel.
I oktober 1940 genomfördes ytterligare en renovering och ett namnbyte till "Gnistan". Namnet stod med neonbokstäver i skrivstil på en uppåtriktad baldakin under husets burspråk. Salongens färger gick i rött och blått. I maj 1960 lades biografen ner i samband med den allmänna biografdöden. Därefter kunde man köpa möbler och slipsar i lokalen. Idag (2012) finns där en outlet-handel.
I samma kvarter låg ytterligare en biograf. Den hette Alcazar, Sankt Eriksgatan 31, och existerade mellan 1937 och 1972.